# Marian Kozicki
Marian Kozicki (Poznań, 5 de abril de 1941) é um ex-ginete de elite polaco especialista em saltos, medalhistas olímpico. 

## Carreira
Marian Kozicki representou seu país nos Jogos Olímpicos de Verão de 1968, 1972 e 1980, na qual conquistou a medalha de prata nos saltos por equipes em 1980.